# Arthur Demerbe
Arthur Joseph Ghislain Guillaume Demerbe, né le 20 octobre 1864 à Gembloux et décédé le 17 janvier 1927 à Mons fut un homme politique libéral belge.
Demerbe fut industriel. Il fut élu conseiller provincial de la province de Hainaut et sénateur de l'arrondissement de Mons-Soignies de 1918 à sa mort, en suppléance de Henri Neuman.

## Sources
- Liberaal Archief